# 佐倉紫露
佐倉 紫露（さくら しろ）は日本の漫画家。2018年7月18日以降は「季生 みなと（きう みなと）」名義で活動している。

## 来歴
第21回まんが甲子園出張編集部の持ち込みを経て、漫画家デビュー。「Cheese!」2013年1月号掲載の「いつかの君と恋を」で初連載。
2018年7月18日以降は「季生 みなと（きう みなと）」名義での活動を自身のブログで発表、『マンガワン』で「透明の君」を同年同月から2020年7月まで連載する。

## 作品一覧
佐倉 紫露名義
- 『いつかの君と恋を』小学館〈フラワーコミックス〉全1巻
- 『地味メガネの手の上』小学館〈フラワーコミックス〉全1巻
- 『マンボウちゃんとライオンくん』小学館〈Cheeseフラワーコミックス〉全1巻
- 『レンアイ同盟』小学館〈Cheeseフラワーコミックス〉全1巻
- 『クズとゲス』小学館〈Cheeseフラワーコミックス〉全1巻

季生 みなと名義
- 『透明の君』小学館〈裏少年サンデーコミックス〉全4巻